# Torreón del Ferro
El torreón del Ferro o torre Gorda se encuentra en Guadix, en la provincia de Granada (España). Es una parte de la antigua muralla que protegía la ciudad y la encerraba ante ataques.

## Historia
El Torreón del Ferro fue construido aproximadamente sobre el siglo XI. Es de planta cuadrada, de una altura aproximada de 16 m,  con cuatro caras rectangulares y sin ningún hueco al exterior excepto una pequeña ventana en la parte superior de una cara y la entrada a la Torre.
Recibe su nombre porque en ella vivió el autor del trascoro de la catedral Jacobo Ferro. Debido a sus siglos de antigüedad, se han llevado a cabo obras de restauración encontrando en la parte inferior lo que pudo ser un refugio antiaéreo de la Guerra civil española.